# Windows Media Audio
WMA（Windows Media Audio）是微软公司开发的一系列音频编解码器，也指相应的數位音频编码格式。WMA包括四种不同的编解码器：（1） WMA，原始的WMA编解码器，作为MP3和RealAudio编解码器的竞争者；（2） WMA Pro，支持更多声道和更高质量的音频；（3） WMA Lossless，无损编解码器；（4）WMA Voice，用于储存语音，使用的是低码率压缩。一些使用Windows Media Audio编码格式编码其所有内容的纯音频ASF文件也使用WMA作为扩展名。
WMA格式最初为微软公司所开发，但是随着众多播放器对它的支持，这个格式正在成为MP3格式的竞争对手之一。它兼容MP3的ID3元数据标签，同时支持额外的标签。另外，一般情况下相同音质的WMA和MP3音频，前者文件体积较小。
WMA可以用于多种格式的编码文件中。应用程序可以使用Windows Media Format SDK进行WMA格式的编码和解码。一些常见的支持WMA的应用程序包括Windows Media Player、Windows Media Encoder、RealPlayer、Winamp等等。其它一些平台，例如Linux和移动设备中的软硬件也支持此格式。

## 特色

### 优点
WMA 7之后的WMA支持证书加密，未经许可（即未获得许可证书），即使是非法拷贝到本地，也是无法收听的。同时，微软公司开始时宣称的：同文件比MP3体积小一倍而音质不变，也得到了兑现。事实上，这个说法，仅仅适用于低位元率的情况，另外，微软公司在WMA 9大幅改进了其引擎，实际上64Kbps的WMA音樂就可以達到与128Kbps的MP3音樂接近的音質，比MP3體積少1/3左右，意味在相同的空間下，你可以多儲存1倍的音樂，但卻可以擁有一樣的音質，因此非常適合用於網路串流媒體及行動裝置。

### 缺点
與MP3相同，通常的WMA也是有損數據壓縮的檔案格式，特別在高位元率的音質渲染力明顯不足，對於有更高要求的用戶來說WMA並不是一個適合的格式。此外WMA為有專利版權的檔案格式（MP3專利權已於2017年4月16日過期）。支援的裝置需要購買使用版權。
另外在2003年9月的一次公众听力测试显示，听众认为128Kbps的Lame MP3音频的质量显著优于64Kbps的WMA音频，甚至相近码率的MP3pro音频也普遍优于WMA音频。此外，参与测试的所有格式（包括Real，HE AAC，QT AAC，Vorbis）都没能在一半码率的条件下胜过MP3音频的质量。